# Сан Марко ин Ламис
Сан Ма̀рко ин Ла̀мис (на италиански: San Marco in Lamis, на местен диалект Sànde Màrche, Санде Марке) е град и община в Южна Италия, провинция Фоджа, регион Пулия. Разположен е на 658 m надморска височина. Населението на общината е 13 997 души (към 2010 г.).